# جوسيبي أنتونيني
جوسيبي انتونيني (Giuseppe Antonini)، (فيرونا، 2 سبتمبر 1914 - بيرغامو، 29 نوفمبر 1989) لاعب كرة قدم إيطالي. بدأ روكو مسيرته كلاعب كرة قدم في نادي فيرونا، ثم انتقل إلى إيه سي ميلان عام 1937 , ولعب معهم 288 مباراة وسجل 24 هدفا. وتوفي عام 1989.